# Кінетична індуктивність
Кінетична індуктивність — це фізичний параметр, що характеризує інерцію руху носіїв заряду під впливом зовнішнього електричного поля. Ця індуктивність пов'язана з кінетичною енергією зарядів виразом:
{\displaystyle F_{k}=\int n{\frac {mv^{2}}{2}}dV={\frac {L_{K}I^{2}}{2}}},
де інтеграл береться по об'єму провідника, n, m, v — концентрація, маса і швидкість носіїв струму, I — повний струм у провіднику.
Як правило, кінетичною індуктивністю можна знехтувати через малість кінетичної енергії електронів у порівнянні з електромагнітною енергією. Однак на оптичних частотах і для надпровідників це вже не так. Наприклад, для досить тонких надпровідних дротів і наноантен кінетична індуктивність може давати помітний або навіть визначальний внесок у загальну індуктивність .

## Провідники і надпровідники
Кінетичну індуктивність дроту можна отримати з виразу:
{\displaystyle ({\frac {1}{2}})(mv^{2})(n_{s}lA)={\frac {1}{2}}L_{K}I^{2}},
а саме:
{\displaystyle L_{K}={\frac {ml}{n_{s}e^{2}A}}} ,
де A і l — площа перетину дроту і його довжина, ns — концентрація зарядів (електронів), m і e — маса і заряд електрона.
Кінетичну індуктивність надпровідника можна отримати з урахуванням того, що носіями заряду в цьому випадку є куперівські пари з величиною заряда {\displaystyle q=2e}. Тому для надпровідників кінетична індуктивність визначається виразом:
{\displaystyle L_{K}={\frac {ml}{2n_{s}e^{2}A}}}.